# Nihonhimea indica
Espèce
Synonymes
- Theridion indica Tikader, 1977
- Theridion indicum Tikader, 1977

Nihonhimea indica est une espèce d'araignées aranéomorphes de la famille des Theridiidae.

## Distribution
Cette espèce est endémique d'Inde. Elle se rencontre dans les îles Andaman-et-Nicobar et au Bengale-Occidental .

## Étymologie
Son nom d'espèce lui a été donné en référence au lieu de sa découverte, l'Inde

## Publication originale
- Tikader, 1977 : Studies on spider fauna of Andaman and Nicobar islands, Indian Ocean. Records of. Zoological Survey of India, vol. 72, p. 153-212.